# Белый Омут
Бе́лый О́мут — посёлок в Вышневолоцком районе Тверской области России. Входит в состав Горняцкого сельского поселения. Расположен в 8 км к юго-востоку от города Вышнего Волочка, на реке Тверце.

## История

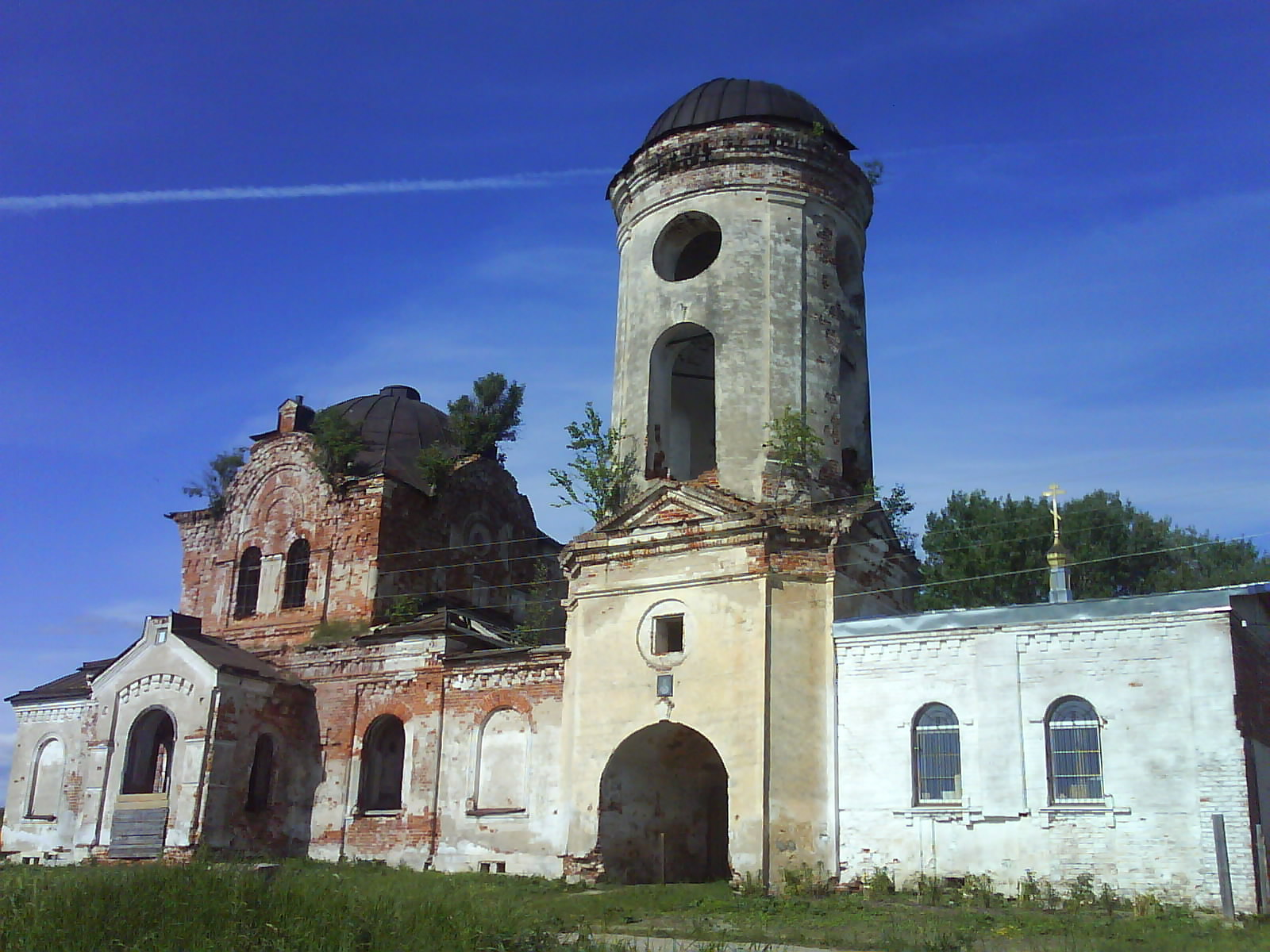
Церковь Николая Чудотворца. 2011 год

Посёлок образовался в 1980-х годах путём объединения деревни Белый Омут (на правом берегу Тверцы, сейчас ул. Заречная) и Никольской слободы (на левом берегу, основная часть посёлка).
Слобода возникла как подмонастырская слободка при Николо-Столпенском монастыре.

## Население
| 1859 | 1996 | 2002 | 2010 |
| ---- | ---- | ---- | ---- |
| 108  | ↗673 | ↘638 | ↘553 |

## Инфраструктура
- Никольский детский сад
- МУЗ «Белоомутский ФАП»
- Белоомутский Дом культуры — филиал муниципального учреждения «Межпоселенческий дом культуры» Вышневолоцкого района

## Достопримечательности
На берегу Тверцы Никольский монастырь и надвратная колокольня бывшей Николо-Столпенской пустыни.

## Известные люди
На Никольском кладбище похоронен Герой Советского Союза А. С. Виноградов (1905—1947).